# بیلی متیوز
بیلی متیوز (انگلیسی: Billy Matthews; ۱۶ آوریل ۱۸۹۷ – ۱۸ دسامبر ۱۹۸۷) بازیکن فوتبال، و سرمربی (فوتبال) اهل بریتانیا بود.
از باشگاه‌هایی که در آن بازی کرده‌است می‌توان به باشگاه فوتبال بریستول سیتی، باشگاه فوتبال بارو، باشگاه فوتبال کولوین بای، باشگاه فوتبال رکسهام، باشگاه فوتبال ویتون آلبیون، باشگاه فوتبال برافورد پارک آونیو، باشگاه فوتبال لیورپول، و باشگاه فوتبال نورتویچ ویکتوریا اشاره کرد.